# Недялка Бачева
Недялка Бачева е световна и европейска шампионка по таекуондо ITF. Състезателка на ABC Fight Club – София, в който главен инструктор и треньор е Красимир Гергинов (VII дан таекуондо ITF)

## Биография
Недялка Бачева е родена на 4 юни 1983 г. в София. Тренира таекуон-до от 1997 г.  Дебютира на голямо състезание през 2003 г. – Европейско първенство в Словения, където печели 4 бронзови и 1 сребърен медал, в отборното класиране, заедно с българския национален отбор по таекуон-до – жени. Оттогава до 2011 г. почти всяка година е член на българския национален отбор по таекуон-до жени, и печели медали от световни и европейски първенства, индивидуално и отборно, и в четирите състезателни дисциплини: форми, спаринг, специална техника, силов тест . Неколкократна републиканска шампионка по таекуон-до и кик бокс . Защитава III дан в таекуон-до пред корейския майстор Ким Унг Чол през 2007 г.
През 2007 г. получава приза за таекуондист на годината на Българската федерация по таекуон-до ITF, заедно с останалите си съотборнички от националния отбор жени, с които печелят отборната титла на спаринг на Европейското първенство в Естония и 4 индивидиуални титли.
Инструктор и треньор по таекуон-до и кик бокс в ABC Fight Club – София . Завършила е Национална спортна академия „Васил Левски“, специалност „Таекуон-до“. Преподавателка е в НСА.
През 2013 г. по покана на известния в цял свят лама Кхен Ринпоче Пема Чьопел прекарва няколко седмици в тибетски манастир, забранен за жени. Там също преподава таекуон-до на бъдещи лами . Заедно с Красимир Гергинов е треньорка на първата българка европейска шампионка по сават Петя Станева.

## Спортни успехи

### 17-о световно първенство, Ю. Корея, 2011 г.
- Световна шампионка отборно специална техника, жени
- Бронзов медал спаринг 51 кг

### Европейско първенство, Естония, 2011 г.
- Европейска шампионка спаринг 51 кг
- Европейска шампионка отборно силов тест, жени
- Бронзов медал отборно спаринг, жени

### Европейско първенство, Италия, 2010 г.
- Европейска шампионка отборно спаринг, жени
- Европейска шампионка отборно силов тест, жени
- Бронзов медал отборно специална техника, жени

### 16-о световно първенство, Русия, 2009 г.
- Сребърен медал спаринг категория до 51 кг.
- Бронзов медал отборно специална техника, жени

### Европейско първенство, Словения, 2009 г.
- Сребърен медал спаринг категория до 51 кг
- Европейска шампионка отборно спаринг, жени
- Сребърен медал силов тест жени
- Сребърен медал специална техника жени
- Бронзов медал отборно форма, жени

### Европейско първенство, Хърватия, 2008 г.
- Бронзов медал спаринг категория до 51 кг
- Бронзов медал форма II дан
- Сребърен медал силов тест
- Сребърен медал специална техника
- Бронзов медал отборно спаринг, жени
- Бронзов медал отборно форма, жени

### Европейско първенство, Естония, 2007 г.
- Бронзов медал спаринг категория до 51 кг
- Европейска шампионка отборно спаринг, жени
- Бронзов медал отборно форма, жени

### 15-ото световно първенство, Словения, 2007 г.
- Сребърен медал отборно спаринг, жени

### Европейско първенство, Гърция, 2006 г.
- Бронзов медал спаринг категория до 51 кг
- Европейска шампионка отборно силов тест, жени
- Бронзов медал отборно форма, жени

### 2-ри международни игри по бойни изкуства, Ю. Корея, 2006 г.
- Сребърен медал спаринг категория до 51 кг
- Бронзов медал форма II дан
- Сребърен медал отборно спаринг, жени

### Европейско първенство, Ирландия, 2005 г.
- Бронзов медал спаринг категория до 52 кг
- Бронзов медал отборно спаринг, жени
- Бронзов медал отборно силов тест, жени

### 14-ото Световно първенство, Гърция, 2003 г.
- Бронзов медал спаринг категория до 52 кг
- Бронзов медал отборно спаринг, жени
- Бронзов медал отборно силов тест, жени

### Европейско първенство, Словакия, 2003 г.
- Бронзов медал спаринг категория до 63 кг
- Сребърен медал отборно форма, жени
- Бронзов медал отборно силов тест, жени
- Бронзов медал отборно спаринг, жени
- Бронзов медал отборно специална техника, жени